# ホットソース
ホットソース（英: hot sauce）とは、唐辛子を原料としたソース、調味料の総称である。沖縄県ではハットソースと表記・発音されることもある。
主なものとして、次のようなものがある。
- チリソース - トマトソースに唐辛子などを入れたソース。
- タバスコ - ペッパーソースの代名詞的に用いられる。商標。
- デスソース - ブレア社のホットソースの普及版。また、激辛ソースを指す呼称としても用いられることもある。
- ザ・ソース - 過去に世界一辛いとされていたソース。
- ヴィシャス・ヴァイパー - Cajohn Fiery Foodsの発売しているソース。
- チョルーラ・ホットソース - メキシコ合衆国で生産されるホットソースのブランド名。
- シラチャー・ソース - タイ王国の地名を冠したアメリカ製のホットソース。